# Martin Rosebery d’Arguto
Martin Rosebery d’Arguto (Pseudonym für Mosche Rosenberg oder Martin Rozenberg; * 12. Dezemberjul. / 24. Dezember 1890greg. in Szreńsk; † nach Dokumentenlage vermutlich Oktober 1942 zwischen Dachau und Auschwitz-Birkenau) war ein Stimmbildner, Gesangspädagoge, Chorleiter, Dirigent und Komponist, der vor allem für seine Beiträge zur Arbeitermusikbewegung bekannt ist.

## Leben
Martin Rosebery d’Arguto wurde 1890 als zweites von sieben Kindern eines Getreidehändlers in Schrensk im von Russland okkupierten Teil Polens unter dem Namen Mosche Rosenberg geboren. Er entwickelte künstlerisches Talent und politisches Interesse. Nachdem er sich 1905 in Warschau der polnischen Unabhängigkeitsbewegung angeschlossen hatte, weshalb er von der russischen Polizei verfolgt wurde, floh er wenig später nach Österreich, um weiterer Verfolgung zu entgehen. In Wien und danach Italien studierte er Musik und wurde schließlich habilitiert.
Anfang der 1920er Jahre ging Rosebery d’Arguto nach Deutschland. In Berlin-Neukölln übernahm er einen seit 1890 bestehenden gemischten Chor der Arbeitersängerbewegung und gestaltete diesen in einen Gesangsverein mit hohem musikalischen Anspruch um. Die sich bald „Gesangsgemeinschaft Rosebery d’Arguto“ nennende Vereinigung spezialisierte sich in den Folgejahren auf die pädagogische Arbeit und verhalf Arbeiterkindern zu einer musischen Ausbildung. Die nach ihm benannte Gesangsgemeinschaft positionierte sich weder explizit sozialdemokratisch noch kommunistisch, wohl aber politisch eindeutig links. Statt der immer gleichen Heimatlieder komponierte er, der selbst zeitweilig SPD-Mitglied war, viele eigene Werke und erreichte mit diesen Hunderte Menschen, vor allem Arbeiterkinder. Mit seinen großen Vokalwerken schuf er ein Gemeinschaftserleben, das sich von den zeitgenössischen Grabenkämpfen der Linken abhob.
Mit den Repressionen gegen die Arbeitermusikbewegung nach 1933 geriet auch der von den Nationalsozialisten abschätzig als „Martin Rozenberg“ bezeichnete Jude immer stärker in Bedrängnis. Es folgten Auftrittsverbote des Chores unter seiner Leitung und schließlich Berufsverbot. 1939, kurz vor dem deutschen Überfall auf Polen, verließ Rosebery d’Arguto Deutschland, kehrte aber wenig später wegen wichtiger Erledigungen nach Berlin zurück. Dort wurde er sofort von der Gestapo verhaftet und am 13. September 1939 in das Konzentrationslager Sachsenhausen bei Oranienburg deportiert. In Sachsenhausen baute er heimlich in Block 37 und 38 einen Chor der jüdischen Gefangenen auf und versuchte seine Arbeit fortzusetzen.
Am 8. Oktober 1942 wurde er ins KZ Dachau verlegt. Einem Befehl Hitlers aus demselben Jahr nachkommend, wonach sämtliche noch im Reich befindliche Juden nach Auschwitz-Birkenau zu deportieren seien, wurde auch Rosebery d’Arguto am 19. Oktober 1942 in einen Zug Richtung Vernichtungslager verbracht. Ob er unterwegs starb oder unmittelbar nach Ankunft getötet wurde, ist unklar, da sich sein Name in keiner Auschwitz-Lagerliste findet.

## Werk
Martin Rosebery d’Arguto ist heute fast völlig vergessen. Dies kann als ein Ergebnis der nationalsozialistischen Politik angesehen werden. So wurden sämtliche Dokumente Rosebery d’Argutos, darunter auch Aufzeichnungen für eine geplante Veröffentlichung zum Thema Musikpädagogik sowie Kompositionen von den Behörden planmäßig vernichtet. In einem Keller versteckte weitere Dokumente fielen einem Bombenangriff zum Opfer. Zeitgenössische Zeitungsartikel und vor allem Äußerungen von Mitgliedern der Gesangsgemeinschaft und anderen Zeitgenossen deuten allerdings auf eine große Bedeutung Rosebery d’Argutos hin. Insbesondere seine musikpädagogischen Ansätze galten seinerzeit als modern und bahnbrechend.
Rosebery d’Arguto verfasste auch eine Reihe von Kompositionen, vorwiegend Chorwerke, von großer Qualität. Hier stechen vor allem die Absoluten Sinfonischen Gesänge hervor, in der er die menschliche Stimme wie ein Instrument behandelte und auf Worte verzichtete. Überliefert sind zudem einige Kompositionen aus seiner Gefangenschaft in Sachsenhausen. Bekannt wurde vor allem der Jüdische Todessang (1942), den sein überlebender Mithäftling Aleksander Kulisiewicz nach dem Krieg bei Konzerten als Sänger oft aufgeführt hat. Diesen singen heute nur noch wenige Menschen auf der Welt, darunter der Jiddisch-Bühneninterpret Daniel Kempin: „Zwei Menschen auf der Welt singen dieses Lied noch – einer davon bin ich“.
Dokumente zu Martin Rosebery d’Arguto und der gleichnamigen Gesangsgemeinschaft finden sich vor allem im Arbeiterliedarchiv der Akademie der Künste (Berlin), wo eine eigene Sammlung für Rosebery d’Arguto existiert.

## Darstellung Rosebery d'Argutos in der bildenden Kunst
- Ludwig Meidner: Rosebery d'Arguto (1920, Zeichnung)[5]